# Hagetaubin
Hagetaubin is een gemeente in het Franse departement Pyrénées-Atlantiques (regio Nouvelle-Aquitaine) en telt 441 inwoners (1999). De plaats maakt deel uit van het arrondissement Pau.

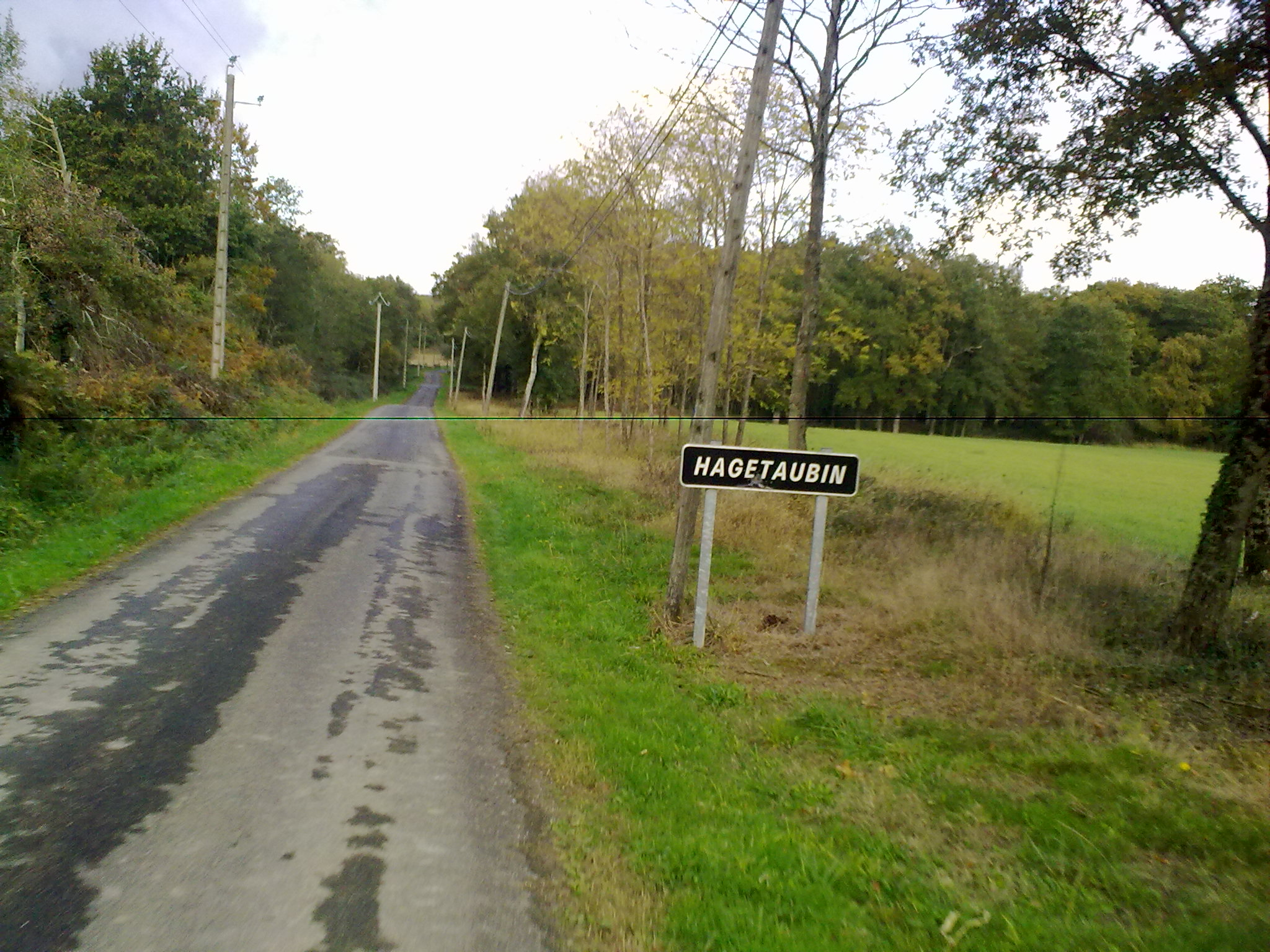
Dorpsrand
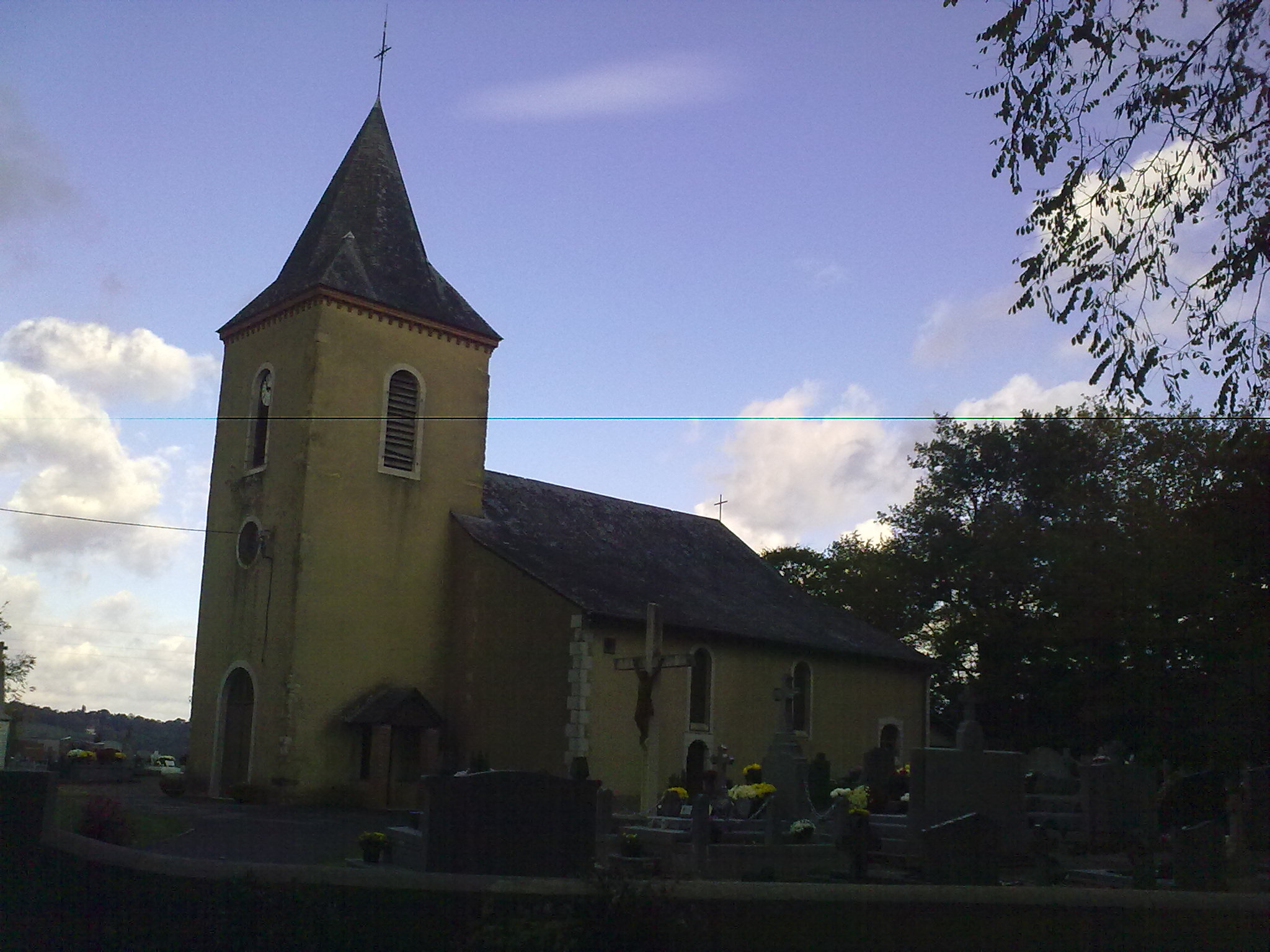
Kerk van Hagetaubin

## Geografie
De oppervlakte van Hagetaubin bedraagt 19,1 km², de bevolkingsdichtheid is 23,1 inwoners per km².
De onderstaande kaart toont de ligging van Hagetaubin met de belangrijkste infrastructuur en aangrenzende gemeenten.

## Demografie
Onderstaande figuur toont het verloop van het inwonertal (bron: INSEE-tellingen).